# Margaret Hendrie
Margaret Hendrie (1924 - 1990) foi uma escritora nauruana que escreveu na língua nativa do país a letra de "Nauru Bwiema", o hino nacional de Nauru. Durante as cerimônias de independência do país, em 1968, a letra de Hendrie foi adaptada em música pelo compositor australiano Laurence Henry Hicks.